# Macrolechriops
Macrolechriops är ett släkte av skalbaggar. Macrolechriops ingår i familjen vivlar.
Kladogram enligt Catalogue of Life:
| Macrolechriops | \| \| Macrolechriops crassipes \| \| \| \| \| \| Macrolechriops spinicoxis \| \| \| \| |
|                | \| \| Macrolechriops crassipes \| \| \| \| \| \| Macrolechriops spinicoxis \| \| \| \| |
|                | Macrolechriops crassipes                                                               |
|                |                                                                                        |
|                | Macrolechriops spinicoxis                                                              |
|                |                                                                                        |